# Apogon nitidus
Apogon nitidus är en fiskart som först beskrevs av Smith, 1961.  Apogon nitidus ingår i släktet Apogon och familjen Apogonidae. Inga underarter finns listade i Catalogue of Life.